# Поље Озаљско
Поље Озаљско је насељено место у саставу града Озља у Карловачкој жупанији, Хрватска. До територијалне реорганизације у Хрватској налазило се у саставу старе општине Озаљ.

## Становништво
На попису становништва 2011. године, Поље Озаљско је имало 267 становника.

## Попис1991.
На попису становништва 1991. године, насељено место Поље Озаљско је имало 425 становника, следећег националног састава:
| Попис 1991.‍ | Попис 1991.‍ | Попис 1991.‍ | Попис 1991.‍ | Попис 1991.‍ |
| ----------- | ----------- | ----------- | ----------- | ----------- |
|             |             |             |             |             |
| Хрвати      | Хрвати      |             | 416         | 97,88%      |
| Албанци     | Албанци     |             | 5           | 1,17%       |
| Македонци   | Македонци   |             | 1           | 0,23%       |
| Немци       | Немци       |             | 1           | 0,23%       |
| Срби        | Срби        |             | 1           | 0,23%       |
| непознато   | непознато   |             | 1           | 0,23%       |
| укупно: 425 |             |             |             |             |